# Theaudience
Theaudience — британський музичний гурт 1990-х років. Заснований гітаристом Біллі Рівза, відомого з групи Congregation. Солісткою гурту була співачка Софі Елліс-Бекстор.

## Дискографія

### Альбоми
| theaudience | 1998 | 100 | 99 | 36 | 22 |

### Сингли
| назва                                                     | рік видання | позиції в рейтингах | позиції в рейтингах | позиції в рейтингах | позиції в рейтингах | позиції в рейтингах | позиції в рейтингах | позиції в рейтингах | позиції в рейтингах | позиції в рейтингах | позиції в рейтингах |
| назва                                                     | рік видання | Австралія           | КНР                 | Німеччина           | Франція             | Ірландія            | Ізраїль             | Італія              | Японія              | Велика Британія     | США                 |
| --------------------------------------------------------- | ----------- | ------------------- | ------------------- | ------------------- | ------------------- | ------------------- | ------------------- | ------------------- | ------------------- | ------------------- | ------------------- |
| I Got The Wherewithal                                     | 1998        | -                   | -                   | -                   | -                   | 210                 | -                   | -                   | -                   | 170                 | -                   |
| If You Can't Do It When You're Young; When Can You Do It? | 1998        | 98                  | -                   | 84                  | 77                  | 56                  | 62                  | -                   | -                   | 48                  | -                   |
| A Pessimist Is Never Disappointed                         | 1998        | 39                  | 29                  | 36                  | 31                  | 30                  | 28                  | 29                  | 30                  | 27                  | 108                 |
| I Know Enough (I Don't Get Enough)                        | 1998        | 35                  | 30                  | 39                  | 40                  | 28                  | 39                  | 33                  | 39                  | 25                  | 99                  |